# Бурлакова, Лидия Макаровна
Лидия Макаровна Бурлакова (1932—2011) — советский и российский учёный почвовед, доктор сельскохозяйственных наук, профессор. Почётный член Всесоюзного общества почвоведов при АН СССР. Заслуженный деятель науки Российской Федерации (1993).

## Биография
Родилась 19 марта 1932 года в Барнауле.
С 1949 по 1954 году обучалась на биолого-почвенном факультете Томского государственного университета. С 1955 по 1957 год обучалась в  аспирантуре этого факультета под руководством профессора Т. П. Славниной. 
С 1957 по 1959 год на научно-педагогической работе в Томском строительном институте в качестве ассистента кафедры инженерной геологии и оснований фундаментов. С  1959 по 1962 год на педагогической работе в Томского государственного университета в качестве ассистента кафедры почвоведения, читала разработанные её курсы лекций в области почвоведения с основами земледелия, мелиорации и физики почв. 
С 1962 по 2011 год на педагогической работе в Алтайском сельскохозяйственном институте (с 1991 года Алтайский государственный аграрный университет) в качестве ассистента, доцента и профессора, с 1969 по 2011 год — заведующая кафедрой почвоведения и агрохимии. С 1977 по 1979 год — деканом агрономического факультета. В университете читала курсы лекций по вопросам геологии с основами гидрологии, эрозия почв и меры борьбы с ней почвоведения и мелиоративного почвоведения, под её руководством была открыта новая специальность «агропочвоведение и агрохимия» и новая специализация по подготовке агрономов по орошаемому земледелию. Помимо основной деятельности Л. М. Бурлакова являлась учёным секретарём Алтайского сельскохозяйственного института и председателем докторского диссертационного совета этого вуза, членом диссертационного совета Институте почвоведения и агрохимии СО РАН, с 1979 года была руководителем Алтайского отделения Всесоюзного общества почвоведов при АН СССР.

### Научно-педагогическая деятельность и вклад в науку
Основная научно-педагогическая деятельность Л. М. Бурлаковой была связана с вопросами в области почвоведения. Л. М. Бурлаков занималась исследованиями в области мониторинга, охраны и рационального использования почв, прогнозирования и моделирования плодородия почв урожайности различных культур. Занималась изучением режима питательных веществ и методов оптимизации минерального питания, вопросами воспроизводства и проблемами деградации лесных почв.
В 1960 году защитила диссертацию на соискание учёной степени кандидат биологических наук по теме: «Основные показатели плодородия серых лесных и чернозёмно-луговых почв южной части Томской области в условиях сельскохозяйственного производства», в 1975 году защитила диссертацию на соискание учёной степени  доктор сельскохозяйственных наук по теме:  «Элементы плодородия черноземов Алтайского Приобья и их оценка в системе господствующего агроценоза». В 1978 году ей было присвоено учёное звание профессор. Л. М. Бурлаковой было написано более четырёхсот научных работ, в том числе двух монографии, а так же научных статей и публикаций опубликованных в ведущих научных журналах, в том числе в журнале РАН — «Почвоведение».  Л. М. Бурлаковой было подготовлено тридцать пять кандидатов и шесть докторов наук. 

## Основные труды
- Основные показатели плодородия серых лесных и чернозёмно-луговых почв южной части Томской области в условиях сельскохозяйственного производства. — Томск, 1958. — 502 с
- Элементы плодородия черноземов Алтайского Приобья и их оценка в системе господствующего агроценоза. — Барнаул, 1974. — 330 с.
- Плодородие алтайских черноземов в системе агроценоза / Л. М. Бурлакова; Отв. ред. Р. В. Ковалев. — Новосибирск : Наука : Сиб. отд-ние, 1984. — 198 с.
- Полевые исследования почв Алтайского края : [Учеб. пособие для агр., экон. и гидромелиор. фак.] / Л. М. Бурлакова, В. А. Рассыпнов, Л. М. Татаринцев. — Новосибирск : Алт. СХИ, 1984. — 91 с.
- Современные методы исследований в агрономии : Сб. науч. тр. / Алт. с.-х. ин-т; [Редкол.: Л. М. Бурлакова (отв. ред.) и др.]. — Барнаул : Алт. СХИ, 1990. — 126 с
- Почвообразование и эволюция почв / Л. М. Бурлакова ; М-во сельского хоз-ва Российской Федерации, Федеральное гос. образовательное учреждение высш. проф. образования «Алтайский гос. аграрный ун-т». — Барнаул : Изд-во АГАУ, 2011. — 143 с. — ISBN 978-5-94485-191-8[4]

## Награды
- Орден Трудового Красного Знамени[1][2][3]
- Заслуженный деятель науки Российской Федерации (1993)[5]
- Почётная грамота Президиума Верховного совета РСФСР
- Почётный работник высшего профессионального образования Российской Федерации[1][2][3]